# No Turning Back (Band)
No Turning Back ist eine niederländische Hardcore-Band aus der Provinz Nordbrabant. Die Band spielt klassischen 1980er Jahre New York Hardcore in englischer Sprache und orientiert sich dabei an Vorbildern wie Sick of It All, Agnostic Front und Madball.

## Geschichte
Während sie zunächst noch Lieder von bekannten Hardcore-Bands coverte, brachte sie 1999 ihre ersten Demo-CDs heraus und wurde so auch über die niederländischen Grenzen heraus bekannt.
Im Jahre 2003 brachte sie schließlich ihr Debütalbum Revenge Is a Right heraus und absolvierte im Zuge des neuen Albums ihre erste Europatour. Ein Jahr später folgte ihr zweites Full-Length-Album Damage Done.
Nach einigen bandinternen Streitigkeiten und einigen Wechseln in der Besetzung brachte sie 2005 ihre nächste EP Rise from the Ashes heraus und gingen anschließend auf USA-Tour.
Holding On von 2006 wurde ihr erfolgreichstes Album, nicht zuletzt weil es weltweit erscheint. No Turning Back absolvierte ihre erste Welttournee mit über 200 Konzerten und ist auch seitdem beinahe ohne Pause auf Tour. Nach einer Split-7" mit Internal Affairs und einer Kompilation aus 10 Jahren Bandgeschichte 1997-2007 folgt 2008 ihr nächstes Album Stronger, seitdem ist die Band wieder auf Welttournee.
2017 feiert die Band mit ihrem in den deutschen Kohlekeller Studios von Kristian Kohlmannslehner produzierten Album "No time to waste" ihr 20. Bandjubiläum.

## Diskografie

### Studioalben
- 2003: Revenge Is a Right
- 2004: Damage Done
- 2006: Holding On
- 2007: 1997-2007
- 2008: Stronger
- 2011: Take Control
- 2012: No Regrets
- 2015: Never Give Up
- 2017: No Time to Waste
- 2019: Destroy

### Maxi-CDs & EPs
- 2000: The Beautiful Lies
- 2000: The Horrible Truth
- 2003: Split mit The Deal
- 2005: Rise from the Ashes
- 2006: No Turning Back
- 2006: Split mit Internal Affairs & No Apologies
- 2009: Split mit Strength for a Reason
- 2023: Conquer